# Aleixo de Menezes

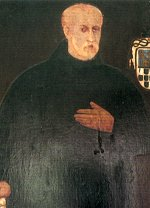
Aleixo de Menezes

Aleixo de Menezes (1559 - 1617) was aartsbisschop van Goa, aartsbisschop van Braga en Spaans onderkoning van Portugal.
Hij was augustijn en werd in 1595 aartsbisschop van Goa. In 1599 leidde de synode van Diamper, onder zijn voorzitterschap, tot de unie van de Thomaschristenen met de Rooms-Katholieke Kerk.
In 1612 werd hij aartsbisschop van Braga. Van 1612 tot 1615 was hij de Spaanse onderkoning van Portugal.